# Charis cleonus
Charis cleonus är en fjärilsart som beskrevs av Pieter Cramer 1781. Charis cleonus ingår i släktet Charis och familjen Riodinidae. Inga underarter finns listade i Catalogue of Life.